# Euproctis pallilimba
Euproctis pallilimba är en fjärilsart som beskrevs av Collenette 1956. Euproctis pallilimba ingår i släktet Euproctis och familjen tofsspinnare. Inga underarter finns listade i Catalogue of Life.